# Mariage hindou dans l'Inde du Sud
 (novembre 2008).
Si vous disposez d'ouvrages ou d'articles de référence ou si vous connaissez des sites web de qualité traitant du thème abordé ici, merci de compléter l'article en donnant les références utiles à sa vérifiabilité et en les liant à la section « Notes et références ».
Cet article traite des cérémonies de mariage dans l'Inde du Sud et utilise des termes tamouls.

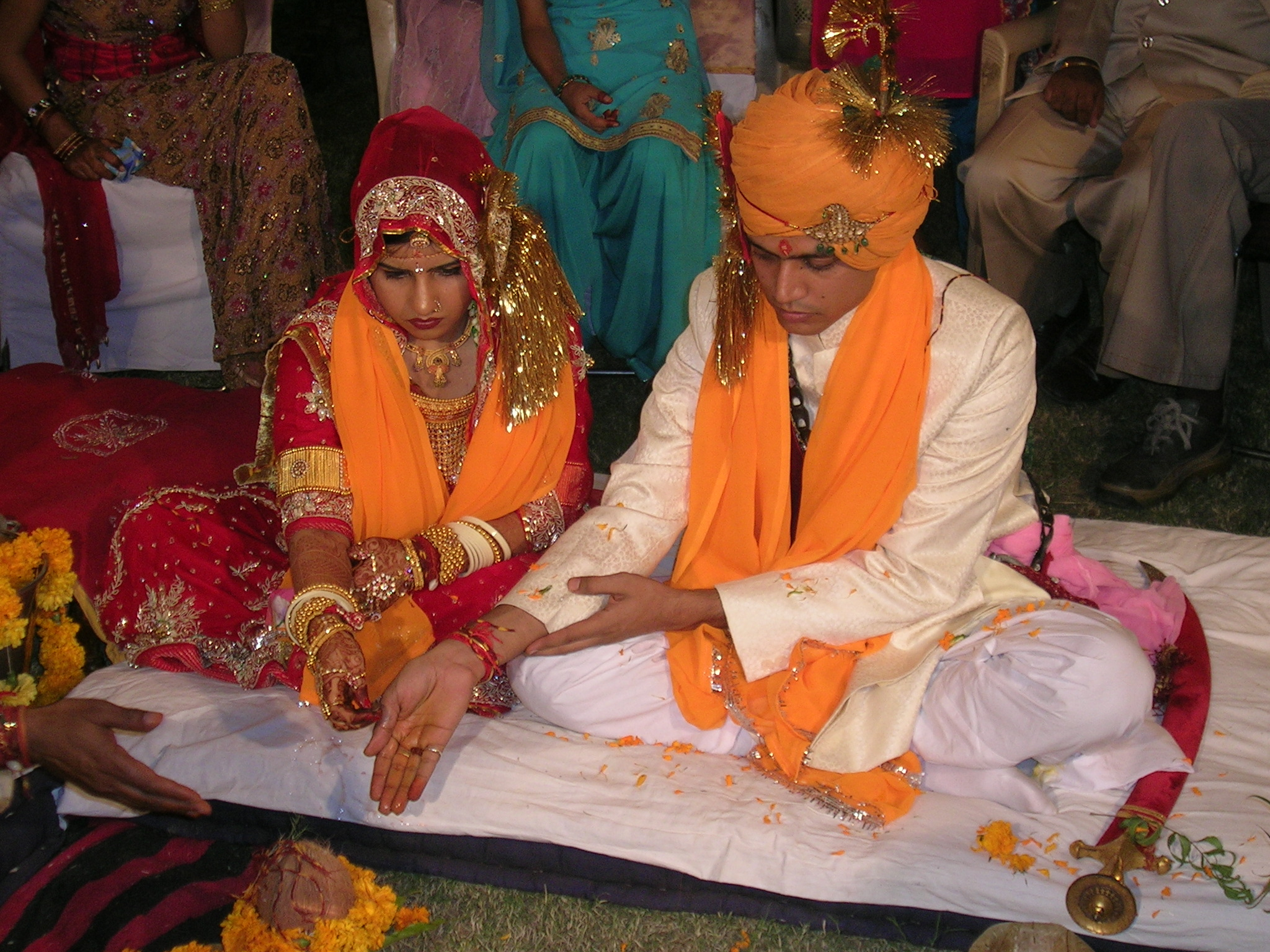
Cérémonie de mariage au Rajasthan.

Le mariage dans la tradition hindoue (Kalyanam ou Kalianon, Thirumanam ou Tiroumanom) est à la fois l'union d'un homme et d'une femme, dans le but de former une famille, et l'alliance entre deux familles. Comme dans de nombreuses religions, l'hindouisme réglemente cette institution, aussi bien dans les pratiques rituelles que dans le vécu des individus. Il constitue une cérémonie majeure qui dure une journée et parfois plusieurs jours selon les régions. Ainsi, les coutumes diffèrent selon les castes, les régions et les pays.

## Les pratiques du mariage hindou
Depuis toujours, les "mariages arrangés" existent dans la religion hindoue. Les parents utilisent leur réseau d'amis, de famille, ou bien un entremetteur pour trouver les conjoint(e)s. Dans ce cas-là, la famille de la future épouse doit offrir une dot à la famille du mari. Cette dot peut être représentée par un terrain, une maison ou/et plus souvent de l'argent.

### Makjidham
Le Makjidham est la rencontre entre les futurs époux, quelques semaines ou quelques mois avant la cérémonie de mariage,

### Thirumanam
Le Thirumanam est la cérémonie de mariage qui se déroule sur plusieurs étapes et peut durer 1 à 12 jours. Les mariés portent des costumes traditionnels qui varient d'une région à une autre. Ces costumes sont fabriqués spécialement pour l'occasion. Le marié porte un vesti blanc avec un chandail blanc et un chapeau de mariage. Quant à la femme, elle porte un sari rouge et des bijoux traditionnels.
Le frère de la future mariée (tholan), avec les membres très proches de la famille, va chercher le marié chez lui. Ce dernier offre au tholan une bague en or. Puis le futur époux arrive accompagné du tholan sur le lieu de la cérémonie (manavarai), les deux portant chacun un collier de fleurs de couleurs blanches. Ces colliers étaient autrefois confectionnés par les prêtres mais de nos jours, ils sont apportés par les préparateurs du mariage. Le prêtre commence un rituel religieux qui durera quelques heures.
Durant ce rituel, la future épouse arrive avec sa famille et la sœur du futur marié (tholi).
Cette première amène avec elle un collier de fleurs qu'elle offrira à son époux.
Le prêtre scelle l'union entre les deux époux par une bénédiction orale accompagnée de lancers de fleurs (Arimna et Poomanam Iduthal).
Le tholan et la tholi passent avec le thâli parmi les invités afin qu'ils le bénissent.
Le thâli ou taali est un collier jaune acheté par le marié et orné de deux pièces d'or. Les deux pièces sont censées représenter le patrimoine des deux familles.
Puis le marié met le thâli autour du cou de sa femme. À ce moment, les invités lancent des pétales de fleurs sur les époux. Pour marquer l'union, le mari marque le front de sa femme d'un point rouge (sindhu) et lui offre des objets de toilettes, suivi d'un échange de collier de fleurs.
Ces derniers tournent sept fois autour d'un feu sacré (saptapathy).
- Au premier phera (tour), le couple invoque les dieux afin d'avoir une vie noble et respectueuse.
- Au deuxième phera, ils réclament la force physique et morale pour bien mener leur vie commune.
- Le troisième phera est consacré pour l'accomplissement des engagements spirituels. Les dieux sont invoqués pour bénir le couple.
- Au quatrième phera, le couple prie pour une longue et heureuse vie.
- Le cinquième phera est une prière pour le bien-être de tous les êtres vivants de l'univers.
- Au sixième phera, le couple prie pour les saisons.
- Et enfin, au dernier phera, ils prient pour la paix et la fidélité.

Ensuite, le marié passe la minji (bague) autour de l'orteil de la mariée et celle-ci fait de même pour son époux avec le metti. En guise d'amusement et d'après la tradition ancestrale, deux bagues sont mises dans un seau d'eau  et les époux doivent les retrouver en plongeant leurs mains. Cette pratique a pour but de créer des liens entre les deux protagonistes.
Deux personnes âgées, habituellement les grand-mères, font l'arathi, qui consiste à conjurer le mauvais œil autour du couple. Les mariés se prosternent aux pieds du prêtre puis des parents afin de recevoir leurs bénédictions. S'ensuit le thiru pootuthal qui est la bénédiction de chaque invité avec du riz. Puis c'est le Kalyana Vevu et le Mama Vevu où les mariés reçoivent des cadeaux de part et d'autre des deux familles.
Pour clore la cérémonie, un repas est servi pour tous les invités, il s'agit du Kaichi Utrrudal.

## Var Mala

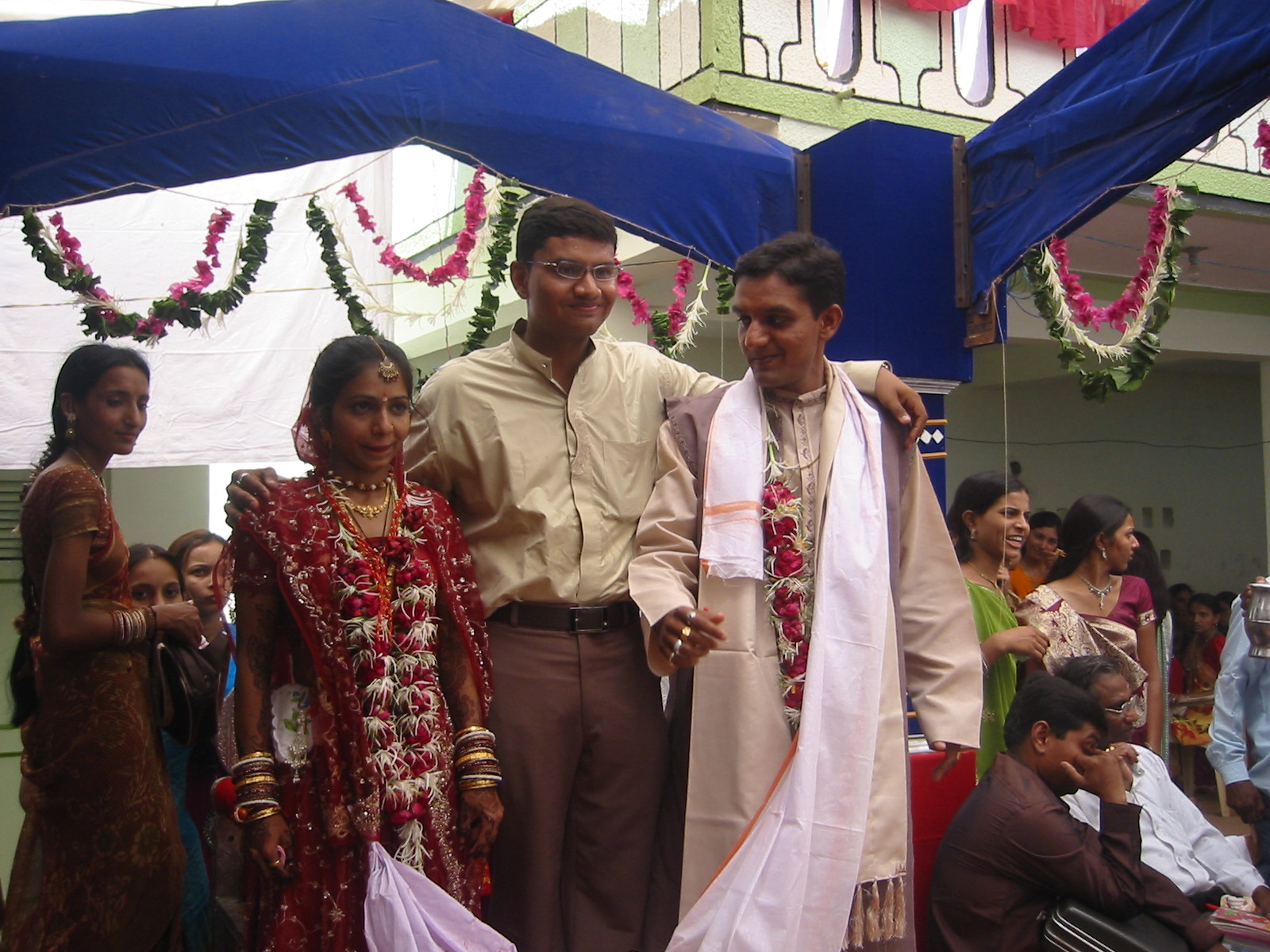
Partie de la cérémonie appelée Var Mala

Le marié est conduit sur une petite estrade où il est reçu par la famille de la mariée avec des fleurs. L’oncle maternel, le frère ou l’ami de la mariée accompagne celle-ci auprès du marié sur l’estrade. Les mariés reçoivent des guirlandes de fleurs tandis que le prêtre chante des hymnes religieux. Les mariés échangent ensuite des guirlandes de fleurs, appelées var mala ou te jay mala, signifiant leur acceptation réciproque comme mari et femme.

## Les coutumes actuelles
Les mariés mettent d'abord le pied droit lorsqu'ils pénètrent dans leur maison commune. Ils doivent, après la cérémonie de mariage, se rendre au temple pour prier.
Il n'existe pas de liste de mariage. Chacun des invités offre ce qu'il veut aux mariés. Le plus souvent de l'argent, des ustensiles de cuisine et des bijoux sont offerts.
Une fois le mariage célébré, les époux sont unis pour l'éternité. Si le mari meurt, la femme doit, en théorie, porter pour le restant de sa vie un sari blanc et ne porte plus de sindhu. Elles sont mises à l'écart lors des fêtes religieuses. Le droit hindou interdit aux veuves de se remarier. Si une loi promulguée par le colon britannique a aboli cette interdiction, dans certaines familles, un deuxième mariage demeure très mal perçu encore aujourd'hui.

## Sources
1. https://mariage.ooreka.fr/comprendre/mariage-hindou
2. http://www.mon-mariageoriental.com/1196-mariage-indien-et-traditions